# Кагарлицкая, Светлана Михайловна
Светла́на Миха́йловна Кагарли́цкая (в девичестве — Гу́сева) — заслуженный мастер спорта России по художественной гимнастике, главный тренер сборной команды Владимирской области по художественной гимнастике.

## Биография
Тренером Светланы Кагарлицкой была Любовь Николаевна Толкачева. О своем наставнике спортсменка отзывалась, как о второй матери. В 1978 году стала серебряным призером чемпионата Европы, а в 1979 году — чемпионкой мира. В 1980 году завоевала серебряную медаль чемпионата Европы и стала абсолютной чемпионкой России в личном первенстве. В 1981 году заняла второе место на чемпионате мира. В 1982 году завоевала звание чемпионки Европы, в 1983 году стала обладательницей Кубка мира. Была многократной чемпионкой СССР в составе сборной команды по групповым упражнениям РСФСР и СССР. В 1984 году Светлана Кагарлицкая окончила ВГПИ им. П. И. Лебедева-Полянского. Получала образование на факультете физического воспитания.
Спортивный судья международной категории. Тренер высшей квалификационной категории. Работала директором СДЮСШОР № 5 в городе Владимире. Член тренерского совета Центрального федерального округа России.
Среди ее учеников — мастер спорта международного класса, чемпионка Европы Ангелина Шкатова.
В 2017 году Светлане Кагарлицкой было присвоено звание заслуженного работника физкультуры РФ.

## Награды и звания
- Почетный знак «За заслуги в развитии физической культуры и спорта»[2]